# Dialetto sathmarisch
Il dialetto sathmarisch è un dialetto alto tedesco, che viene parlato in Romania dai Tedeschi di Romania.
È parlato in maggioranza dalla comunità sveva di Satu Mare. Deriva dalla lingua sveva.